# Vinterliv i Nordgrønland
|  | Denne artikel er oprettet af botten PalnaBot ud fra en ekstern database. Den kan derfor have sproglige fejl eller mangler. Denne skabelon kan fjernes efter kontrol af indholdet. |

Vinterliv i Nordgrønland er en film instrueret af Jette Bang.

## Handling
Vinteren er lang og streng. Slæder fra boplads til boplads. Den daglige fangst røgtes. Indendørs, spæklamper, dagliglivets gerninger - sælgarn bødes, redskaber udbedres. Besøg af gæster. Tarmskindsrude. Sælkødet tages frem, og hundene får hajkød. Leg og passiar. Børnene ammes. Fastelavnsklædte drenge danser i hytten. Børnene leger og slås på briksen.